# Communauté de communes Portes de France
La communauté de communes Portes de France est une ancienne communauté de communes française, située dans le département des Ardennes en Région française Grand Est.
Elle procédait de la fusion, le 1er janvier 2014 des anciennes communautés de communes Val et Plateau d'Ardenne et  Plaines et Forêts de l'Ouest ardennais.
En 2017, les communautés de communes Portes de France et Meuse et Semoy fusionnent pour former la nouvelle Communauté de communes Vallées et Plateau d'Ardenne.

## Historique
La communauté de communes a été créée par un arrêté préfectoral du 16 mai 2013, prenant effet le 1er janvier 2014, qui a fusionné en son sein les anciennes communautés de communes Val et Plateau d'Ardenne et  Plaines et Forêts de l'Ouest ardennais, après en avoir retiré : 

- les communes de Maubert-Fontaine, Regniowez, Étalle et Chilly qui ont rejoint la nouvelle communauté de communes Ardennes Thiérache ;

- les communes de Arreux et Houldizy, qui ont intégré la nouvelle Communauté d’agglomération de Charleville-Mézières / Sedan.
Compte-tenu des prescriptions de la Loi NOTRe, l'intercommunalité qui n'atteignait pas le seuil minimal de 15 000 habitat a du fusionner avec la communauté de communes Meuse et Semoy pour former, le 1er janvier 2017 la communauté de communes Vallées et Plateau d'Ardenne.

## Territoire communautaire

### Composition
L'intercommunalité était composée en 2016 des 22 communes suivantes :
| Nom                      | Code Insee | Gentilé             | Superficie (km2) | Population (dernière pop. légale) | Densité (hab./km2) |
| ------------------------ | ---------- | ------------------- | ---------------- | --------------------------------- | ------------------ |
| Rocroi (siège)           | 08367      | Rocroyens           | 50,41            | 2 377 (2014)                      | 47                 |
| Blombay                  | 08071      | Blombibocuciens     | 9,47             | 132 (2014)                        | 14                 |
| Bourg-Fidèle             | 08078      | Bourquins           | 14,79            | 876 (2014)                        | 59                 |
| Gué-d'Hossus             | 08202      |                     | 5,23             | 529 (2014)                        | 101                |
| Ham-les-Moines           | 08206      |                     | 3,12             | 384 (2014)                        | 123                |
| Harcy                    | 08212      |                     | 19,15            | 503 (2014)                        | 26                 |
| Laval-Morency            | 08249      | Lavallois-Moriciens | 4,28             | 237 (2014)                        | 55                 |
| Le Châtelet-sur-Sormonne | 08110      | Castel-Sormonnais   | 9,85             | 162 (2014)                        | 16                 |
| Les Mazures              | 08284      | Mazurois            | 36,14            | 938 (2014)                        | 26                 |
| Lonny                    | 08260      | Luniaciens          | 4,69             | 632 (2014)                        | 135                |
| Montcornet               | 08297      |                     | 11,51            | 302 (2014)                        | 26                 |
| Murtin-et-Bogny          | 08312      |                     | 7,11             | 173 (2014)                        | 24                 |
| Neuville-lès-This        | 08322      |                     | 7,74             | 372 (2014)                        | 48                 |
| Renwez                   | 08361      | Renwéziens          | 16,18            | 1 723 (2014)                      | 106                |
| Rimogne                  | 08365      | Rimognats           | 3,77             | 1 418 (2014)                      | 376                |
| Saint-Marcel             | 08389      |                     | 10,84            | 382 (2014)                        | 35                 |
| Sévigny-la-Forêt         | 08417      |                     | 26,13            | 265 (2014)                        | 10                 |
| Sormonne                 | 08429      | Sormonnais          | 4,75             | 557 (2014)                        | 117                |
| Sury                     | 08432      | Surysiens           | 3,31             | 100 (2014)                        | 30                 |
| Taillette                | 08436      |                     | 15,25            | 398 (2014)                        | 26                 |
| This                     | 08450      |                     | 4,46             | 221 (2014)                        | 50                 |
| Tremblois-lès-Rocroi     | 08460      |                     | 1,64             | 170 (2014)                        | 104                |

## Politique et administration

### Siège
Le siège de la communauté était fixé à la Maison des Syndicats 6, rue de Montmorency 08230 Rocroi. 

### Élus
La communauté de communes était administrée par un conseil communautaire constitué de 43 élus représentant chaque commune associée, à raison d'un délégué, pour les communes jusqu'à 500 habitants, 2 sièges de 501 à 800 habitants, 3 sièges de 801 à 1 000 habitants, 4 sièges de 1 001 à 1 500 habitants, 5 sièges de 1 501 à 2 000 habitants, et, au-delà de 2 001 habitants, 7 sièges.
À la suite de la création de l'intercommunalité, le conseil communautaire a élu le 17 avril 2014 son président, Régis Depaix, maire de Montcornet, et constitué son  bureau pour le mandat 2014-2020, constitué des élus suivants : 
Vice-présidents
1. Denis Binet, maire de Rocroi, chargé de l'administration générale et ressources ;
2. Michel Doyen, maire de Renwez, chargé des finances et des affaires juridiques ;
3. Noëlle Devie, conseillère municipale de Rimogne, chargée de l'accueil et de l'infrastructure ;
4. Patrice Ramelet, maire de Sury, chargé du développement économique ;
5. Ali Bitam 1er maire-adjoint des Mazures, chargé de l'environnement et des ordures ménagères ;
6. André Liébaux, maire du Gué-d'Hossus, chargé de l'habitat et du développement du territoire ;
7. Maryse Coucke, maire de Sévigny-la-Forêt, chargé du développement touristique et de la promotion du territoire ;
8. Joël Richard, maire d'Harcy, chargé de l'Assainissement.

Autres membres
Le bureau comprend également un représentant d'un de chacune des treize autres communes.

### Liste des présidents
| Période       | Période                     | Identité        | Étiquette | Qualité             |
| ------------- | --------------------------- | --------------- | --------- | ------------------- |
| janvier 2014  | avril 2014                  | Michel Sobanska |           | Maire de Rocroi     |
| 17 avril 2014 | En cours (au 17 avril 2014) | Régis Depaix    |           | Maire de Montcornet |

### Compétences
La communauté de communes exerçait, à sa création, l'intégralité des compétences antérieurement exercées par les communautés qui fusionnaient.

### Régime fiscal
La communauté de communes était un établissement public de coopération intercommunale à fiscalité propre.
Afin de financer l'exercice de ses compétences, l'intercommunalité percevait la fiscalité professionnelle unique (FPU) – qui a succédé à la taxe professionnelle unique (TPU) – et assure une péréquation de ressources entre les communes résidentielles et celles dotées de zones d'activité.

## Réalisations
Lors de son élection comme président de la communauté de communes en 2014, Régis Depaix a mentionné sa volonté d'avancer sur les  dossiers des deux maisons médicales de Rimogne et Rocroi, ainsi qu'une maison d'accueil à Renwez pour personnes âgées.